# Steinfischbach
Steinfischbach is een plaats in de Duitse gemeente Waldems, deelstaat Hessen, en telt 1265 inwoners (2006).

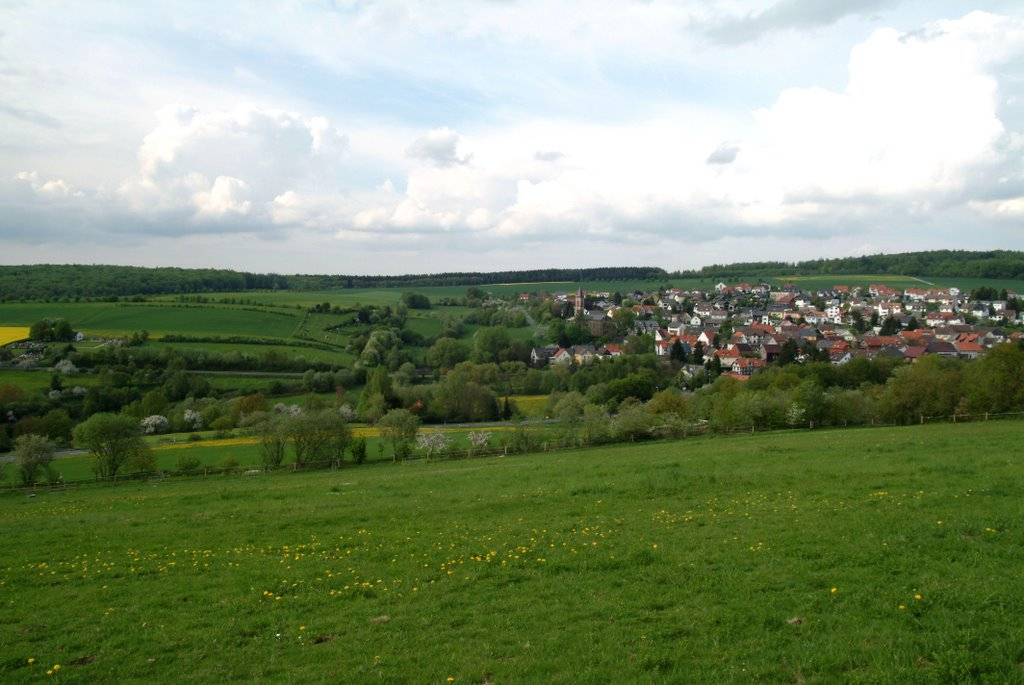
Steinfischbach
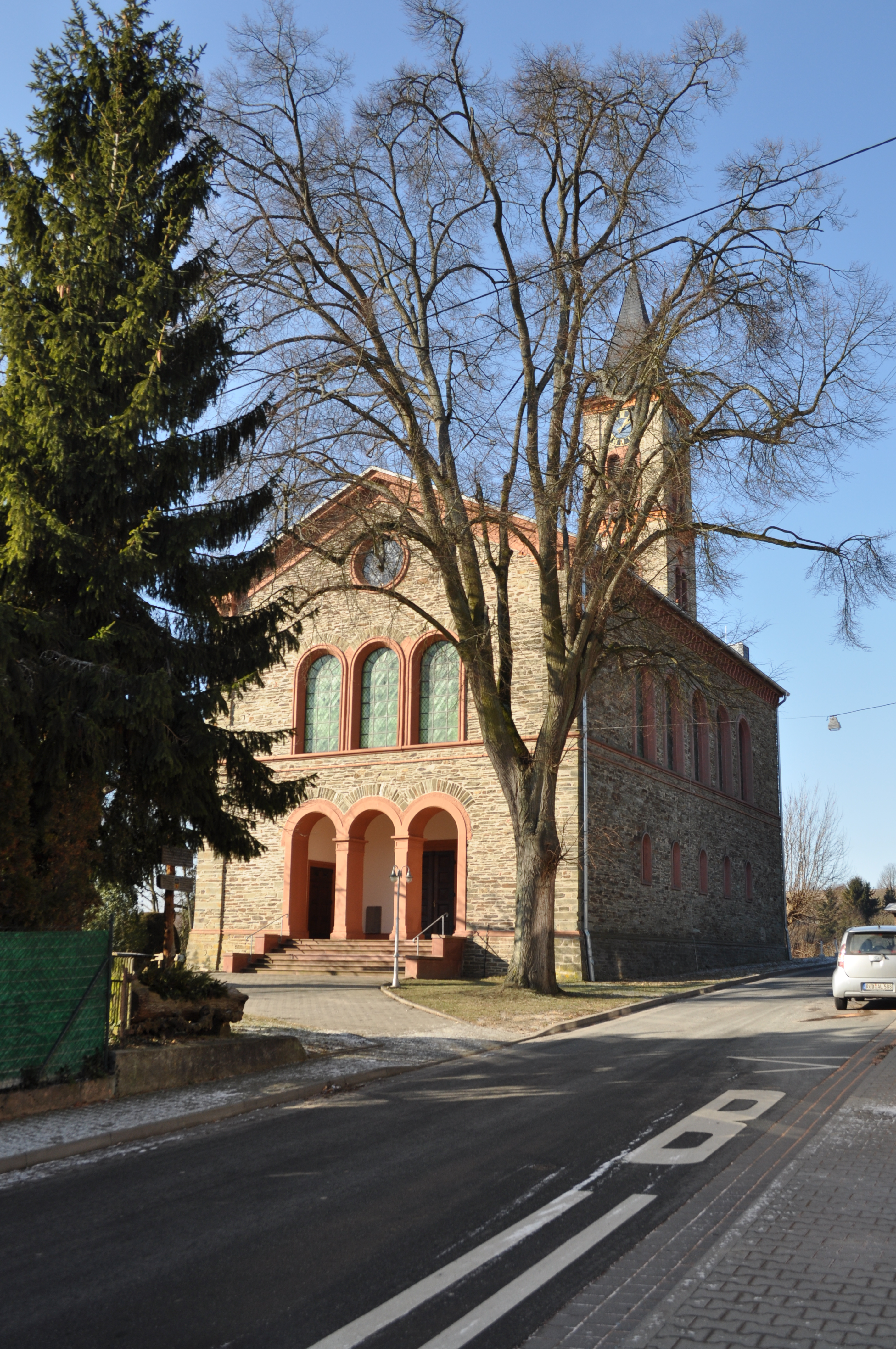
Kerk in Steinfischbach